# Хурмашиці

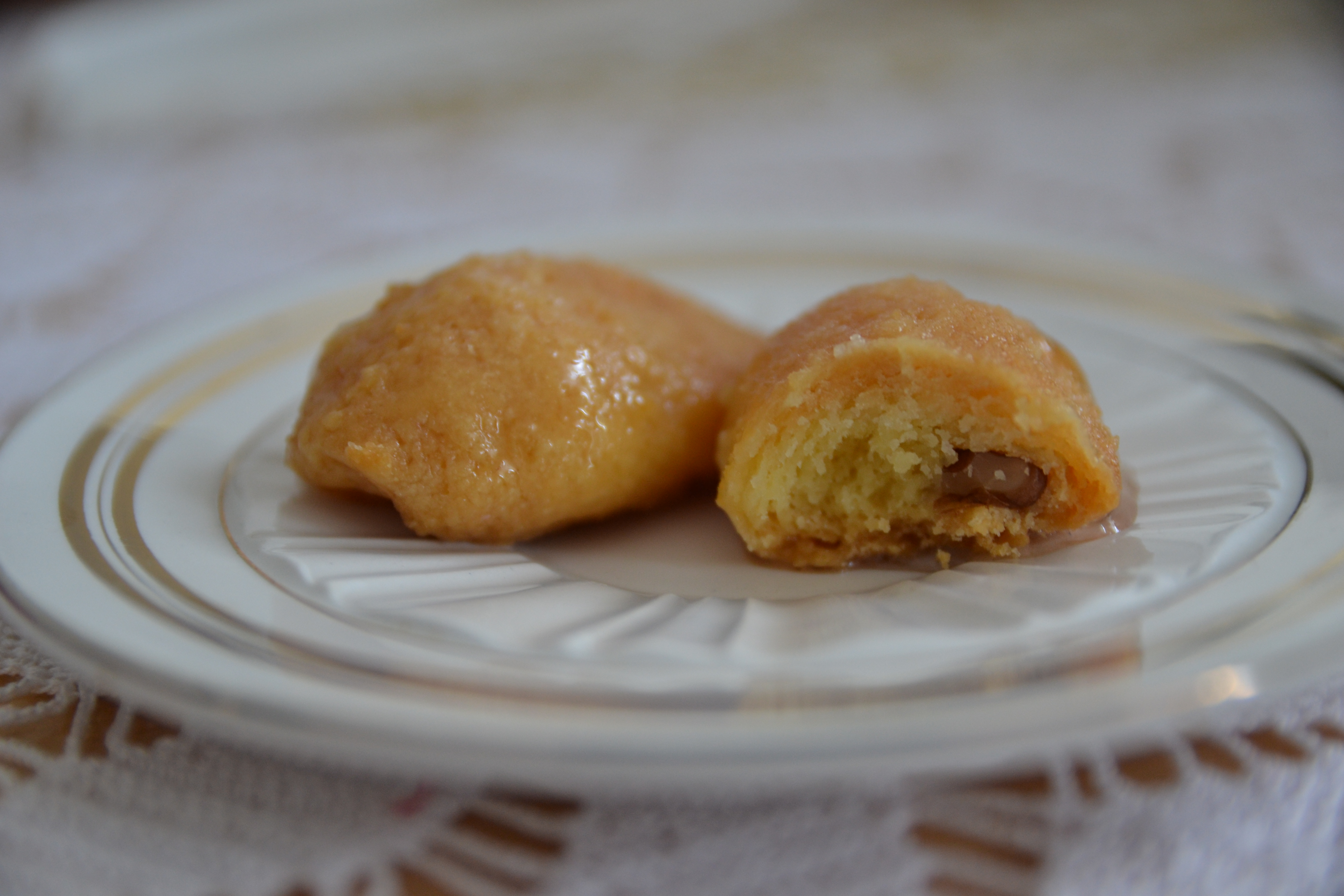
Хурмашиці

Хурмашиці (серб. Урмашица (hurmašica)) — десертна страва народів Балканського півострова, випічка, залита сиропом. Поширене в Боснії та Герцеговині, Сербії та всій колишній Югославії. Страва також відома під назвою Хурма.

## Назва
Назва страви «хурмашице» утворена від от сербського «хурма», що означає фінік, спочатку ці делікатеси готувалися у вигляді сушених фініків.

## Історія
Випічка представлена серед делікатесів, які готують під час ісламських свят, включаючи триденний Ід аль-Фітр. Хурмашіца — один з варіантів турецького «калбурабасти», страва потрапила до сербів від османських завойовників. В Османській імперії зазвичай готували на свята Ураза-байрам і Курбан-байрам, у сербів же це стало просто десертом, тому що воно не складне в приготуванні.

### Інгредієнти
З яєць, вершкового масла, цукру, пшеничного борошна, а за деякими рецептами і манки замішують тісто, з якого формують тістечка. Перед випіканням, як правило, прикрашають горішками. Після випікання тістечка заливають цукровим сиропом з додаванням шматочків лимона і посипають подрібненими фісташками, волоськими горіхами або мигдалем.
Це османсько-турецьке частування має дуже подібні варіанти («Hurmašice» або «Hurme»), які можна знайти в Боснії та Герцеговині, Сербії та інших частинах колишньої Югославії.